# 여래장 사상
여래장 사상(如來藏思想)은 여래장(如來藏)에 대한 교의와 여래장연기(如來藏緣起), 즉 진여연기(眞如緣起)의 교의를 근간으로 하는 대승 불교 중기 이후의 사상이다. 여래상 사상에서는 모든 중생은 본래부터 여래(부처)가 될 수 있는 가능성을 가지고 있다는 것을 주장하였으며, 이 가능성을 여래장이라고 하였다. 여래장은 본질적으로 불성(佛性) 또는 진여(眞如)와 동일한 개념이다.
여래장 사상은 인도에선 유식설보다 먼저 성립되어 대승 불교의 이대 조류인 중관파(中觀派)나 유식파(唯識派)의 사상과는 다른 계통을 이루었으며, 《능가경(楞伽經)》·《밀엄경(密嚴經)》·《대승기신론(大乘起信論)》에서 대성되었다.

## 여래장과 여래장연기
여래장(如來藏)은 타타가타가르바(산스크리트어: Tathāgatagarbha)의 뜻에 따라 번역한 것으로, 여래태(如來胎)라고 하기도 한다. "여래"(타타가타 · Tathāgata)는 부처를 의미하고 "장" 또는 "태"(가르바 · Garbha)는 모태와 태아 둘 다를 뜻한다. 따라서 여래장은 "그 태내에 부처를 잉태하고 있는 것"과 "성장해서 부처가 될 태아"라는 두 가지 뜻을 담고 있다.  달리 말하면, 여래장은 인간이 본래부터 가지고 태어나는, 부처가 될 수 있는 가능성을 일컫는 말이다.
여래장 사상에서는, 깨치지 못한 상태의 사람("범부 · 凡夫")의 마음은 비록 현실적으로는 미혹(迷惑)과 더러움에 뒤덮여 있지만 그 본성은 청정하며("자성청정심 · 自性淸淨心"), 수행에 의해 그 청정한 본성을 전부 나타낼 수 있으며, 그 청정한 본성을 전부 나타내게 된 상태가 여래라고 주장한다. 인간의 미혹과 깨달음, 일상심(日常心)과 여래장의 관계에 대해 이와 같은 주장을 하고 논지를 편 불교 이론 또는 교의가 여래장연기설(如來藏緣起說)이다. 여래장은 본질적으로 불성(佛性) 또는 진여(眞如)와 동일한 개념이다.

## 여래장 사상의 성립과 발전
여래장 사상은 인도에선 유식설보다 먼저 성립되어 중관파(中觀派)나 유식파(唯識派)의 사상과는 다른 계통을 이루었다.  《승만경(勝鬘經)》을 비롯하여 《여래장경(如來藏經)》·《대반열반경(大般涅槃經)》, 세친(世親: c.320-400, 인도)의 《불성론(佛性論)》·《섭대승론석론(攝大乘論釋論)》, 견혜(堅慧: 4-5세기, 인도)의 《대승법계무차별론(大乘法界無差別論)》·《구경일승보성론(究竟一乘寶性論)》 등의 제2기 대승경전에서 여래장 사상이 조직적으로 기술되었다.  그러나 아직 이 시대에는 아뢰야식과 여래장의 관계에 대해서는 명확한 논설이 없었다.
그러다가 제3기 대승경전인《능가경(楞伽經)》·《밀엄경(密嚴經)》·《대승기신론(大乘起信論)》 등에서 아뢰야식과 여래장과의 조화가 이루어져 여래장연기설이 대성되었다.  유식설에서는 아뢰야식이란 미혹의 근거이며 깨달음의 능력은 없는 것으로 되어 있는데, 《대승기신론》에서는 아뢰야식에는 미혹(不覺)과 깨달음(覺)의 두 성질이 있다고 보고 어째서 미혹의 현실이 성립되는가 또는 어떻게 하면 오도(悟道)로 향할 수가 있는가를 유전문(流轉門)과 환멸문(還滅門)에 의거하여 역설하고, 미오(迷悟)는 둘이며 동시에 둘이 아니라는(不二) 것을 주장하였다.

## 같이 보기
- 연기설
- 십이연기
- 업감연기
- 아뢰야연기
- 법계연기
- 육대연기
- 중관파
- 유식파 · 유가행파
- 대승기신론

## 참고 문헌
- 이 문서에는 다음커뮤니케이션(현 카카오)에서 GFDL 또는 CC-SA 라이선스로 배포한 글로벌 세계대백과사전의 "종교·철학 > 세계의 종교 > 불 교 > 불교의 사상 > 중기 이후의 대승사상 > 여래장사상, 《글로벌 세계 대백과사전》" 항목을 기초로 작성된 글이 포함되어 있습니다.